# ジュリアス・ホッジ
ジュリアス・メルヴィン・ホッジ（Julius Melvin Hodge, 1983年11月18日 - ）は、アメリカ合衆国・ニューヨーク州ハーレム出身の元プロバスケットボール選手、指導者。現役時代のポジションはスモールフォワードまたはシューティングガード。

## 学生時代
ニューヨーク州の高校に在学中、マクドナルド・オールアメリカンチームに選ばれた。
高校卒業後、ノースカロライナ州立大学に進む。2004年、大学3年生の時に、ホッジは大学のオールアメリカンズの2ndチームに選ばれた。

## プロキャリア
2005年のNBAドラフトで、デンバー・ナゲッツから全体20位指名を受けた。ルーキーイヤーの2005-06シーズンは、出番が得られず、また銃撃を受けて右足を負傷するという悲運に遭うなど、14試合の出場にとどまった。
2006-07シーズン中、トレードでアール・ボイキンスと共にミルウォーキー・バックスに放出され、まもなく解雇された。
その後、ホッジはユーロリーグやオーストラリアリーグやイギリスリーグを転々としている。

## 代表歴
2011年に開催されたFIBAカリブ海選手権にアンティグア・バーブーダ代表として出場した。